# Велосипедне сідло
Велосипедне сідло — частина велосипеда, що приймає на себе більшу частину ваги велосипедиста (поряд з педалями і кермом). Велосипедне сідло з одного боку має бути зручним для сидіння на ньому, а з іншого боку не повинне створювати труднощів для педалювання. Сідло кріпиться на підсідельний штир, який вставляється в підсідельну трубу рами.

## Історія

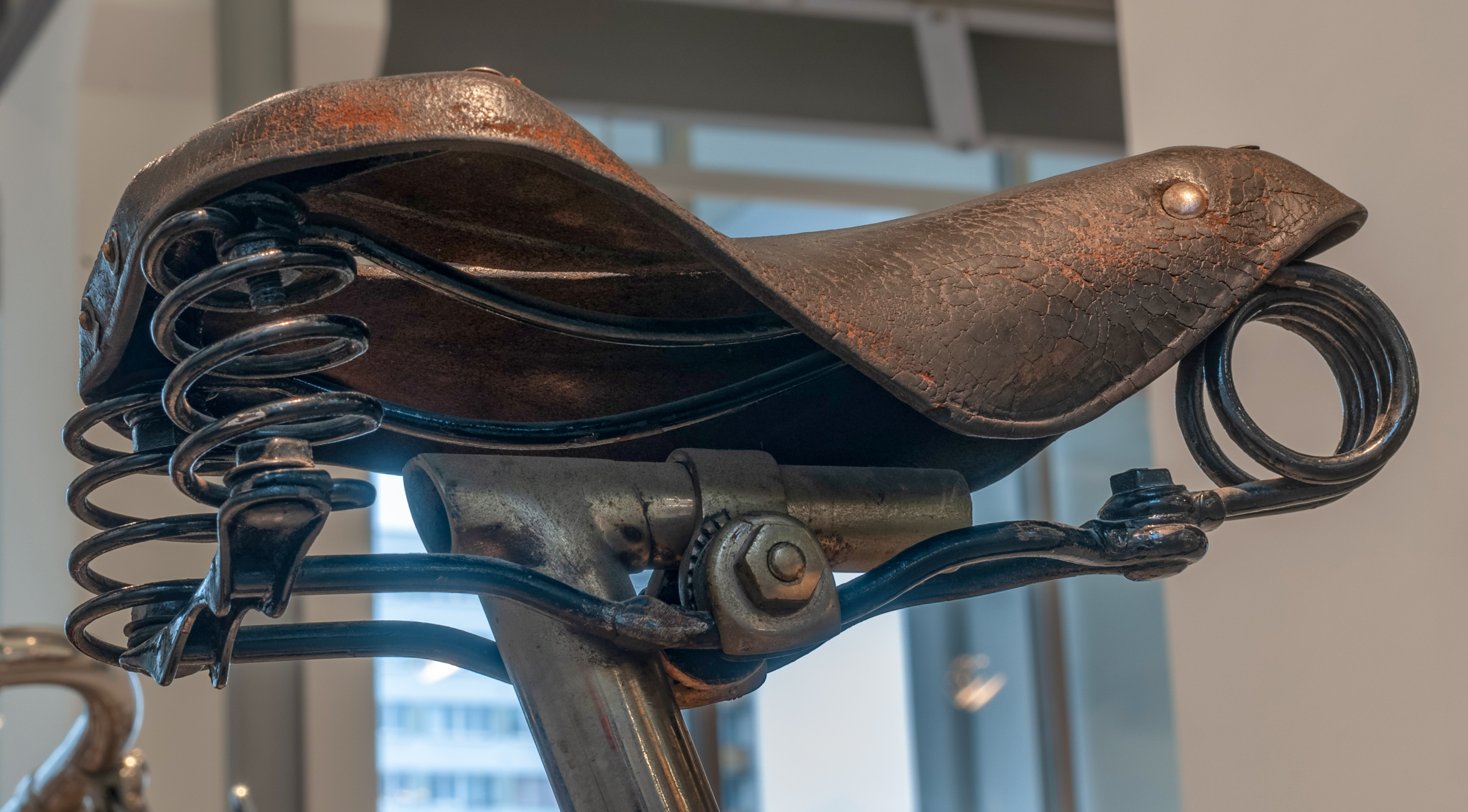
Шкіряне сідло з підвіскою (Laurin&Klement, 1890)

До середини 70-х років широко використовувалися шкіряні сідла. Таке сідло складається з товстої шкіри, натягнутої на рамку. Такі сідла жорсткі, вимагають певного догляду (шкіра не повинна пересихати або занадто сильно мокнути, її треба періодично змащувати маслом). Однак при регулярній їзді шкіряні сідла поступово набирають форми узгодженої з анатомічними особливостями конкретного велосипедиста. Це, на думку їхніх любителів, виправдовує складності з доглядом за сідлом і незручності в період «обкатки» такого сідла.

## Концепція

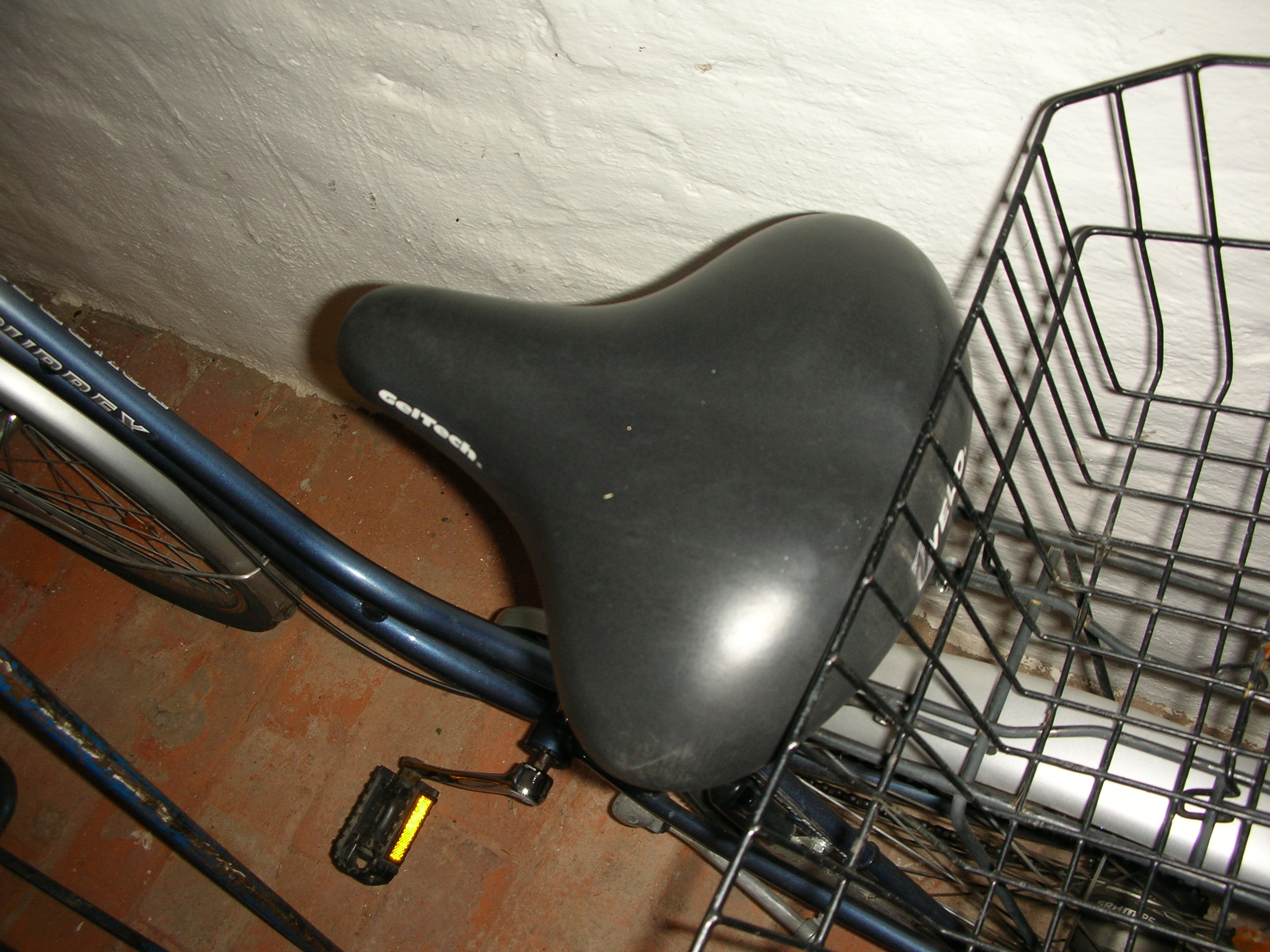
Широке м'яке сідло.

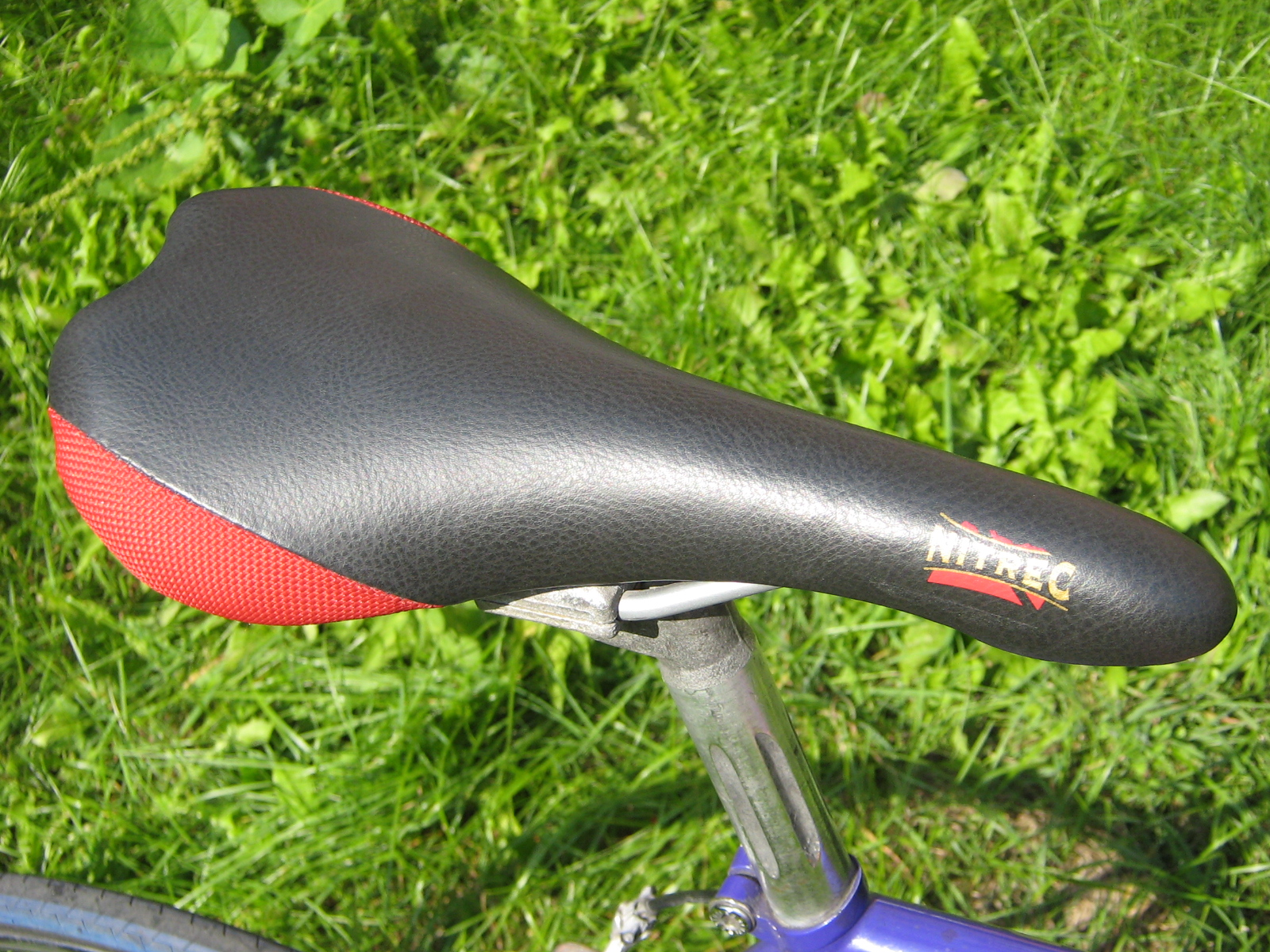
Вузьке сідло.

Залежно від призначення сідла можуть мати різну ширину, жорсткість, довжину, форму профілю.
У загальному випадку більш широкі і м'які сідла призначаються для нетривалих поїздок, оскільки при тривалих поїздках можуть натирати внутрішню частину стегон. Вузькі і жорсткі сідла призначені для тривалих поїздок, однак при нечастій їзді викликають неприємні відчуття в області таза. Зазвичай жіночі сідла ширші (оскільки в середньому у жінок тазові кістки ширші).
Оптимальна ширина і форма сідла залежать від анатомічних особливостей конкретного велосипедиста. Для вибору сідла існують спеціальні вимірювальні пристрої.

## Конструкція сідла

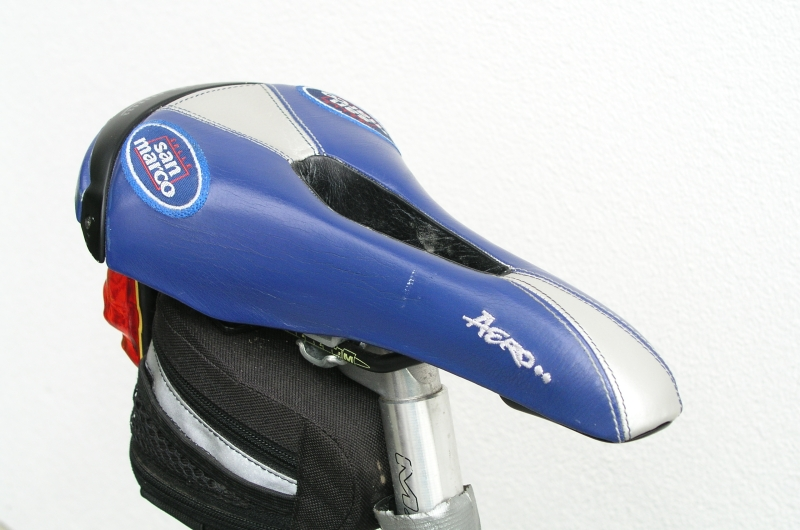
Сідло з отвором

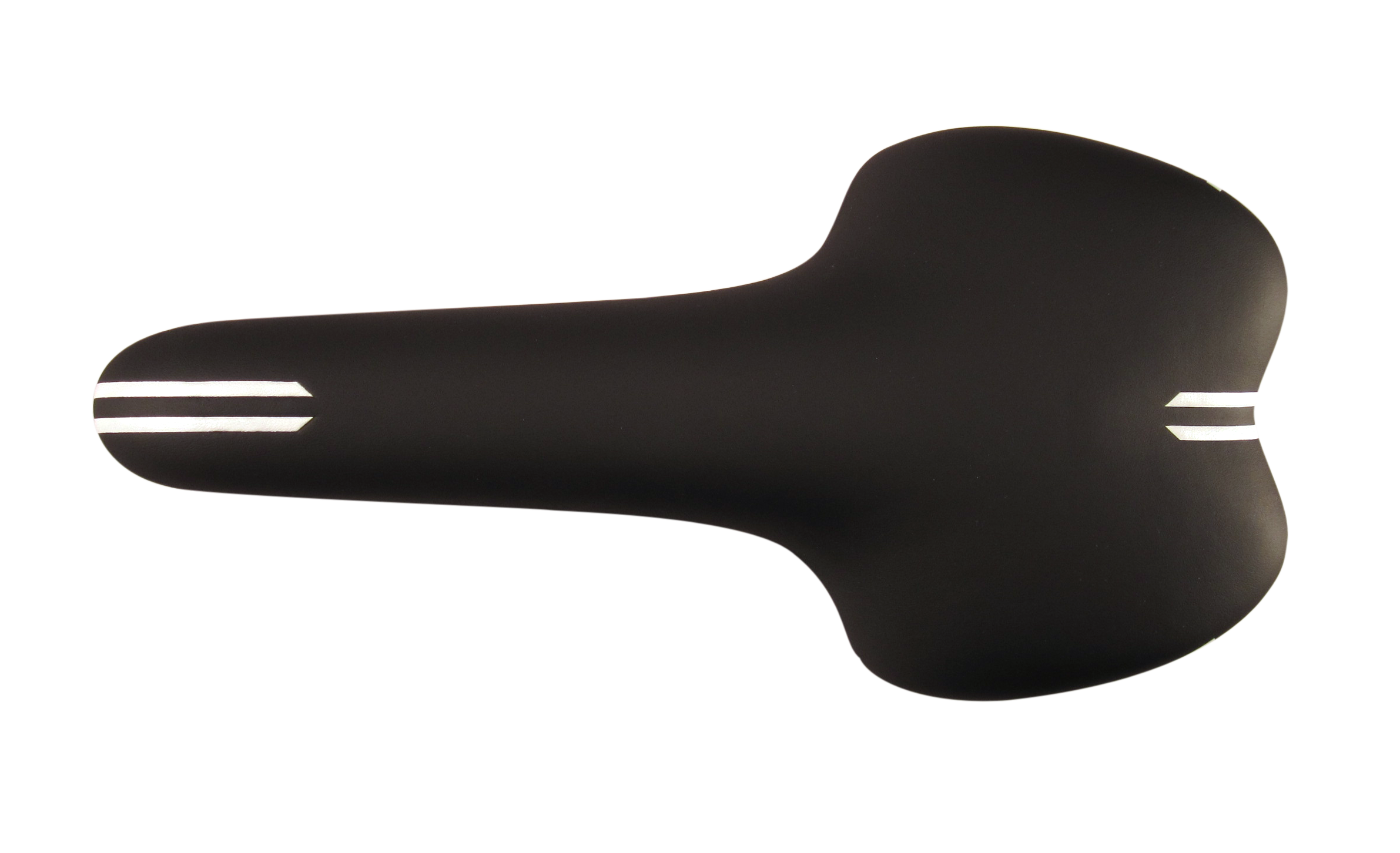
Анатомічне гоночне сідло

Звичайне сучасне сідло складається з чотирьох частин::
- Рамка, найчастіше металева. Вона кріпиться до підсідельного штиря за допомогою затиску.
- Пластмасова основа, яка кріпиться до рамки в трьох точках («по кутах» сідла). Вона задає форму сідла і пружинить під вагою велосипедиста.
- Підкладка, яка робить сідло м'яким. Робиться зі спіненого матеріалу, більш дорогі варіанти з гелевими вставками.
- Чохол

Іноді в середині основи робиться отвір для того, щоб сідло менше тиснуло в область промежини. Матеріал чохла повинен бути зносостійким, не слизьким, по можливості «дихати».

## Амортизатори
Для пом'якшення поштовхів при їзді по нерівній поверхні між рамкою сідла і основою можуть бути встановлені пружини або еластомери. Також підвіска може бути інтегрована в підсидільний штир.

## Положення сідла
Зазвичай є можливість регулювати положення сідла за трьома ступенями свободи:
висота — регулюється висуванням підсідельного штиря із підсідельної труби рами;
нахил — регулюється за допомогою затиску, що кріпить сідло до підсідельного штиря;
невеликий зсув вперед-назад — регулюється за рахунок зрушування рамки в затиску.
Регулювання по висоті і зрушення вперед-назад дозволяють розташувати сідло щодо педалей найбільш підходящим для педалювання чином. Неправильна настройка може привести до підвищеного навантаження на коліна (найчастіше це занадто низька установка сідла).
Найчастіше сідло розташовується горизонтально, але можливий невеликий нахил назад або вперед. Занадто сильний нахил вперед може призвести до підвищеної навантаженні на руки, плечі і спину (так як, щоб не з'їжджати з сідла вперед, велосипедисту доведеться сильніше упиратися в кермо).